# Jukka Koskinen
Jukka Koskinen (Riihimäki, 16 luglio 1981) è un bassista finlandese.

## Carriera
Si unisce ai Norther nel 2000, con i quali apparirà per la prima volta nell'album Dreams of Endless War del 2002.
Dal 2005 entra a far parte dei Wintersun e nel 2009 si unisce anche al supergruppo Cain's Offering di Jani Liimatainen (Ex Sonata Arctica) e Timo Kotipelto (Stratovarius).
Dal 2021 è bassista live dei Nightwish, e nel 2022 viene annunciato definitivamente come membro ufficiale dei Nightwish.

## Equipaggiamento
- Warwick Infinity LTD 5-string AAA flamed maple top
- Warwick Pro Tube IX Amp e W-411 Pro & W-115 Pro cabinet.

### DVD
- Live at Summer Breeze 2005 - 2006